# Seznam dílů seriálu Police Academy
Toto je seznam dílů seriálu Police Academy. Americký animovaný seriál Police Academy vznikal v letech 1988 a 1989, kdy byly pořízeny a odvysílány dvě série o 64 dílech.

## Přehled řad
| Řada | Díly | Premiéra v USA    | Premiéra v USA    |
| Řada | Díly | První díl         | Poslední díl      |
| ---- | ---- | ----------------- | ----------------- |
| 1    | 26   | 10. září 1988     | 5. listopadu 1988 |
| 2    | 38   | 5. listopadu 1988 | 28. ledna 1989    |

## Seznam dílů

### První řada (1988)
| Č. v seriálu | Č. v řadě | Původní název                   | Premiéra v USA    |
| ------------ | --------- | ------------------------------- | ----------------- |
| 1            | 1         | The Good, The Bad & The Bogus   | 10. září 1988     |
| 1            | 2         | Puttin'On The Dogs              | 10. září 1988     |
| 3            | 3         | Phantom of the Precinct         | 10. září 1988     |
| 4            | 4         | Cops & Robots                   | 17. září 1988     |
| 5            | 5         | Police Academy Blues            | 17. září 1988     |
| 6            | 6         | A Blue Knight At The Opera      | 17. září 1988     |
| 7            | 7         | Worth Her Weight In Gold        | 24. září 1988     |
| 8            | 8         | For Whom The Wedding Bells Toll | 24. září 1988     |
| 9            | 9         | Westward Ho Hooks               | 24. září 1988     |
| 10           | 10        | My Mummy Lies Over The Ocean    | 1. října 1988     |
| 11           | 11        | Numbskull's Revenge             | 1. října 1988     |
| 12           | 12        | Proctor, Call A Doctor!         | 1. října 1988     |
| 13           | 13        | Little Zed & Big Bertha         | 8. října 1988     |
| 14           | 14        | Curses On You!                  | 8. října 1988     |
| 15           | 15        | Lights, Action, Coppers!        | 8. října 1988     |
| 16           | 16        | Camp Academy                    | 15. října 1988    |
| 17           | 17        | The Tell Tale Tooth             | 15. října 1988    |
| 18           | 18        | Mr. Sleaze Versus Lockjaw       | 15. října 1988    |
| 19           | 19        | Spaced Out Space Cadets         | 22. října 1988    |
| 20           | 20        | Sweetchuck's Brother            | 22. října 1988    |
| 21           | 21        | Karate Jones                    | 22. října 1988    |
| 22           | 22        | The Hang Ten Gang               | 29. října 1988    |
| 23           | 23        | Nine Cops And A Baby            | 29. října 1988    |
| 24           | 24        | Fish & Microchips               | 29. října 1988    |
| 25           | 25        | Precinct of Wax                 | 5. listopadu 1988 |
| 26           | 26        | Cop Scouts                      | 5. listopadu 1988 |

### Druhá řada (1988–1989)
| Č. v seriálu | Č. v řadě | Původní název                      | Premiéra v USA            |
| ------------ | --------- | ---------------------------------- | ------------------------- |
| 27           | 1         | Professor Jekyll And Gangster Hyde | 5. listopadu 1988         |
| 28           | 2         | Operation Big House                | 12. listopadu 1988        |
| 29           | 3         | Ship Of Jewels                     | 12. listopadu 1988        |
| 30           | 4         | Zillion Dollar Zed                 | 12. listopadu 1988        |
| 31           | 5         | The Comic Book Caper               | 19. listopadu 1988        |
| 32           | 6         | The Monkey Trial                   | 19. listopadu 1988        |
| 33           | 7         | Rolling For Dollars                | 19. listopadu 1988        |
| 34           | 8         | K-9 Corps And The Peking Pooch     | 26. listopadu 1988        |
| 35           | 9         | Santa With A Badge                 | 26. listopadu 1988        |
| 36           | 10        | Suitable For Framing               | 26. listopadu 1988        |
| 37           | 11        | Rock Around The Cops               | 3. prosince 1988          |
| 38           | 12        | Prince And The Copper              | 3. prosince 1988          |
| 39           | 13        | Now You Steal It, Now You Don't    | 3. prosince 1988          |
| 40           | 14        | Mad Maxine                         | 10. prosince 1988         |
| 41           | 15        | Trading Disgraces                  | 10. prosince 1988         |
| 42           | 16        | Champ                              | 10. prosince 1988         |
| 43           | 17        | Wheels of Fortune                  | 17. prosince 1988         |
| 44           | 18        | The Wolf Who Cried Boy             | 17. prosince 1988         |
| 45           | 19        | Snow Job                           | 17. prosince 1988         |
| 46           | 20        | A Bad Knight For Tackleberry       | 24. prosince 1988         |
| 47           | 21        | Supercop Sweetchuck                | 24. prosince 1988         |
| 48           | 22        | Deja Voodoo                        | 24. prosince 1988         |
| 49           | 23        | Flights Of The Bumbling Blues      | 31. prosince 1988         |
| 50           | 24        | Big Burger                         | 31. prosince 1988         |
| 51           | 25        | Fat City                           | 31. prosince 1988         |
| 52           | 26        | Elementary, My Dear Coppers!       | 7. ledna 1989             |
| 53           | 27        | Dr. Deadstone, I Presume           | 7. ledna 1989             |
| 54           | 28        | The Hillbilly Blues                | 7. ledna 1989             |
| 55           | 29        | Survival Of The Fattest            | 14. ledna 1989            |
| 55           | 30        | The Junkman Ransoms The Ozone      | 14. ledna 1989            |
| 57           | 31        | Grads On Tour                      | 28. ledna 1989            |
| 58           | 32        | Like Coppers, Like Son             | 28. ledna 1989            |
| 59           | 33        | Ten Little Cops                    | 14. ledna / 4. února 1989 |
| 60           | 34        | Big Top Cops                       | 14. ledna 1989            |
| 61           | 35        | Alpine K-9s                        | 21. ledna 1989            |
| 62           | 36        | The Legend Of Robin Good           | 21. ledna 1989            |
| 63           | 37        | Hawaii Nine-0                      | 21. ledna 1989            |
| 64           | 38        | Thieves Like Us                    | 28. ledna / 2. září 1989  |